# Arquivo Histórico Ultramarino
Das portugiesische Arquivo Histórico Ultramarino (AHU; Historisches Übersee-Archiv) wurde 1931 per Dekret (Dekret Nr.  19868 vom 9. Juni 1931) des Ministério das Colónias (Kolonialministerium) gegründet. Es bewahrt Archivarien auf, die mit dem portugiesischen Kolonialreich zu tun haben, es ist das Archiv des ehemaligen Kolonialministeriums. Es befindet sich im Palácio da Ega an der Calçada da Boa-Hora in der portugiesischen Hauptstadt Stadt Lissabon, in der Nähe der Rua da Junqueira in der Gemeinde Alcântara. Das Instituto de Investigação Científica Tropical des Ministério da Ciência, Tecnologia e Ensino Superior (Ministerium für Wissenschaft, Technologie und Hochschulbildung) verwaltet die Archive. Vor 1973 beaufsichtigte es das Ministério do Ultramar  (Übersee-Ministerium).

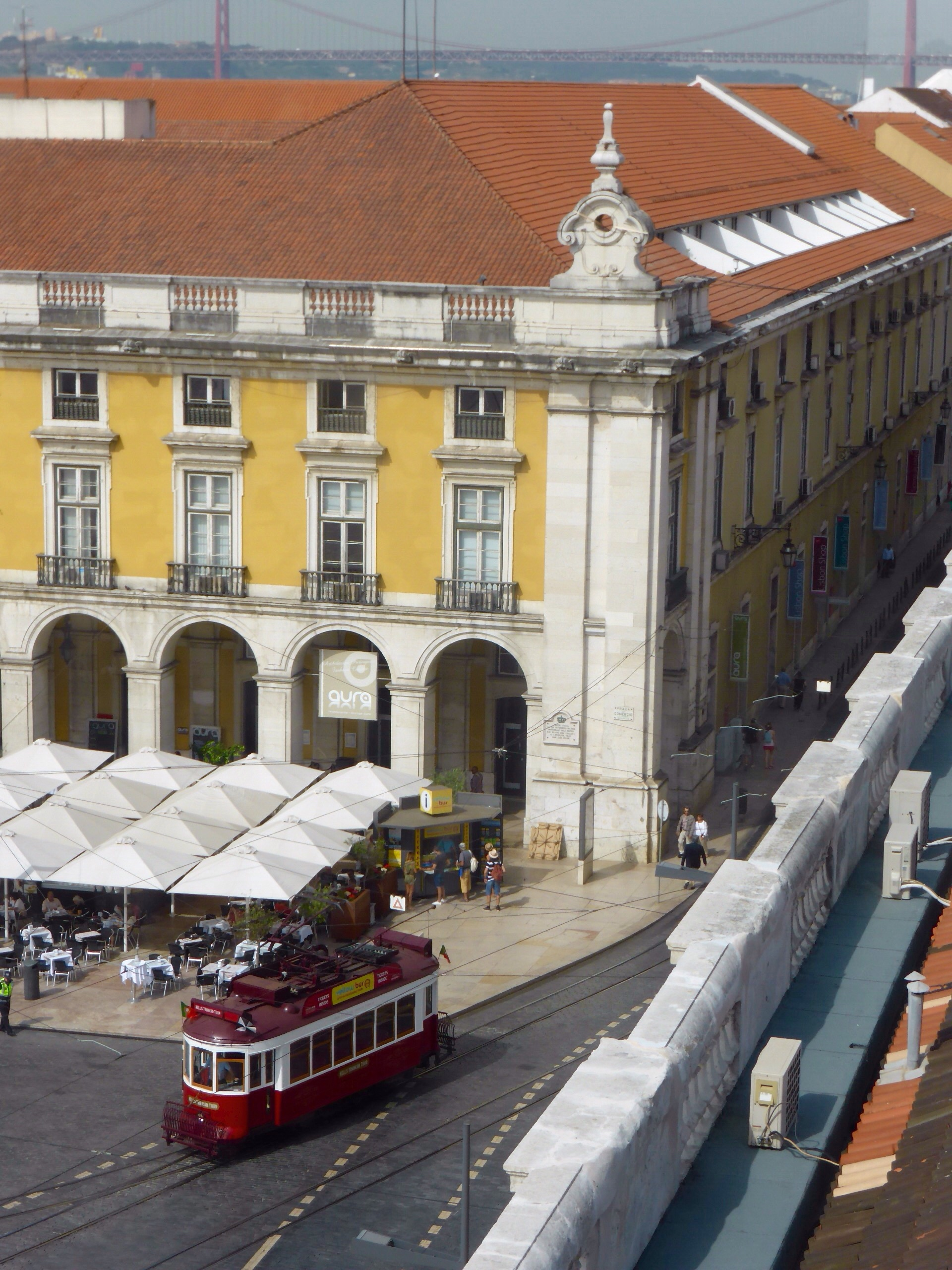
Hauptsitz des Ministério das Colónias/Ministério do Ultramar (Ministerium für Kolonien / Übersee) bis 1967, Praça do Comércio (Platz des Handels), Lissabon

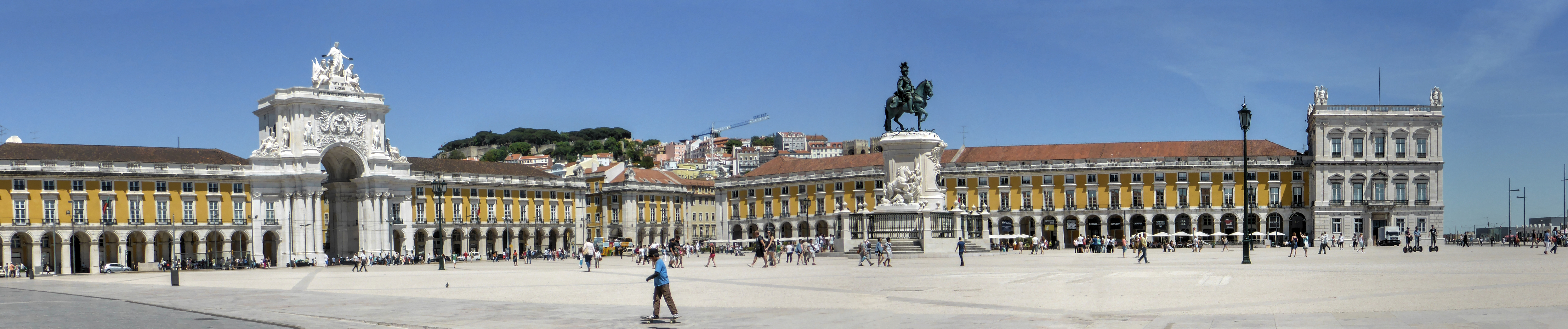
Praça do Comércio

Die Belagerung Cailacos 1726 auf dem Planta de Cailacao

Zu seinen Beständen zählen Aufzeichnungen aus dem 15. bis 20. Jahrhundert, die sich auf Angola, Brasilien, Kap Verde, Guinea, Indien, Macau, Mosambik, São Tomé und Príncipe, Timor, Uruguay und andere Gebiete beziehen. Ab 1970 wurden die Materialien gruppiert nach vor 1833 (meist vom Arquivo do Conselho Ultramarino) und nach 1833 (vom Arquivo do Ministerio das Colonias).
Zu großen Teilen besteht das Archiv aus Archivarien des Conselho Ultramarino (Überseerat; ca. 1642–1833) und des Secretaria de Estado da Marinha e Domínios Ultramarinos (Staatssekretariat für die Marine und Überseegebiete; 1736–1833), außerdem aus  Unterlagen, die insbesondere vom Conselho da Fazenda (Schatzkammerrat) stammen.
Langjähriger Direktor des Archivs war der portugiesische Historiker Alberto Iria (1909–1992).